# Rooibos

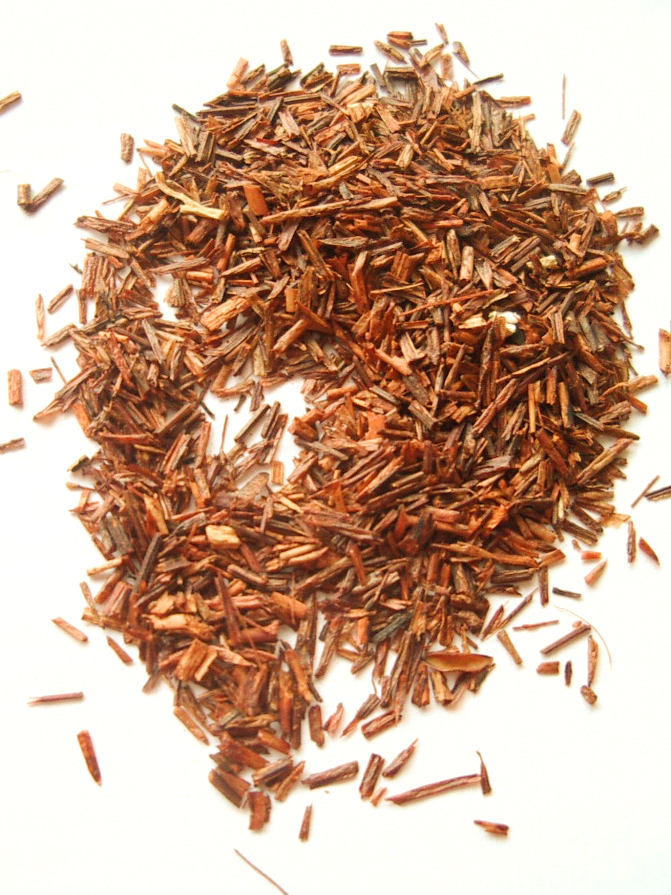
Rooibos

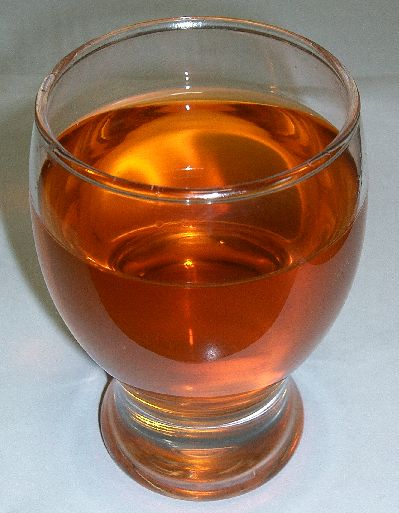
Napar rooibos

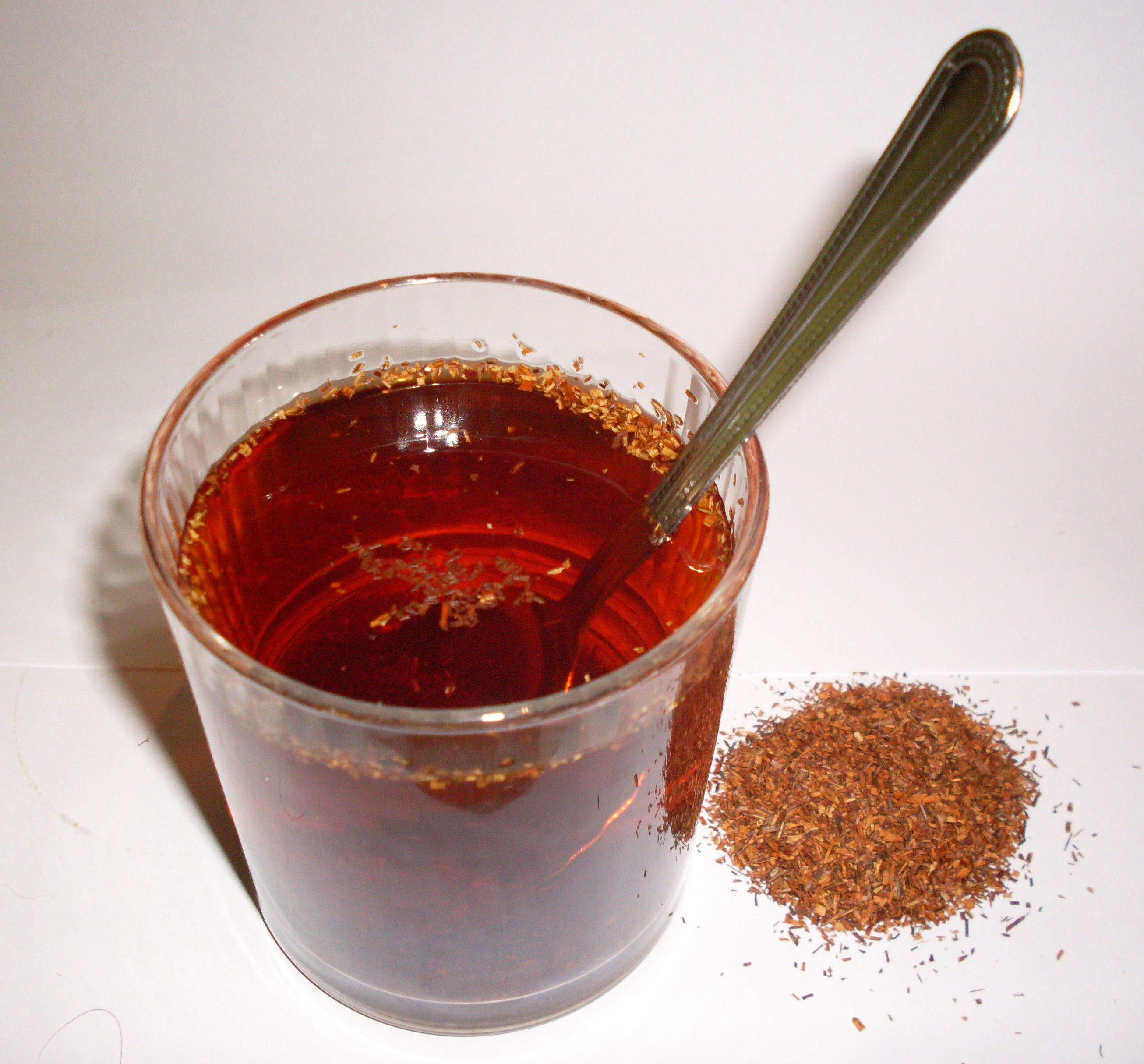
Rooibos w trakcie parzenia, z boku susz

Rooibos (wym. [rɔːibɔs]) z języka afrikaans: „rooi”, czerwony i „bos”, krzew – czerwonokrzew (aspalat prosty), uprawiany w Południowej Afryce (góry Cederberg).
Z rośliny otrzymuje się napar ziołowy, zwany najczęściej rooibos tea. Inne nazwy: bush tea, redbush tea (Wielka Brytania), South African red tea (USA) lub w języku afrikaans rooi tee. Bywa też nazywana czerwoną herbatą, jednak czerwonokrzew nie jest spokrewniony z krzewem herbacianym. Napar ma specyficzny, miodowy smak. Wyróżnia się łagodnością i brakiem typowego w herbatach zielonych lub czarnych posmaku goryczy – w porównaniu ze zwykłą herbatą ma w sobie niewielkie ilości garbników, będących jego przyczyną. Nie zawiera także kofeiny i posiada małe stężenie taniny, dlatego może być pity bez ograniczeń przez dzieci oraz przed snem.
Rooibos bogaty jest w przeciwutleniacze, dzięki czemu ma pozytywny wpływ na układ odpornościowy, obniża ciśnienie krwi, spowalnia proces starzenia i hamuje produkcję komórek nowotworowych. Rooibos goi również swędzące rany i może być używany w formie okładu, a dzięki zawartości kwasów fenolowych korzystnie wpływa na przewód pokarmowy. Wykazuje się właściwościami przeciwutleniającymi, przeciwzapalnymi, przeciwcukrzycowymi, immunomodulującymi, chemoprewencyjnymi oraz kardioprotekcyjnymi. Jest źródłem witaminy C, fluoru, fosforu, magnezu, manganu, miedzi, potasu, sodu, wapnia, żelaza i cynku, ponadto zawiera aspalatynę, dihydrochalkony, izoorientynę, katechiny, kumaryny, kwercetynę, lignany, luteolinę, notofaginę, orientynę i rutynę.
Napój ten znany jest w Europie od około 100 lat. Jego początki przypadają na początek XX wieku, gdy Rosjanin Benjamin Ginsberg zainteresował się krzewem uprawianym w górach Cedar w Afryce Południowej, niedaleko Kapsztadu. Z czasem rozpoznano wartość rooibosu i opracowano metody polowej uprawy czerwonokrzewu. Sprzedawany jest od 1904 roku, a szeroką popularność zdobył w 1930 roku, kiedy to dr P. Le Fras Nortier odkrył niektóre z jego właściwości zdrowotnych. Po kryzysie wywołanym II wojną światową wielu plantatorów zbankrutowało. Doprowadziło to do powstania w 1954 roku Redbos-Tea-Control-Board, która nadzorowała produkcję rooibosu w Afryce Południowej.
Czerwonokrzew osiąga wysokość do 2 metrów, liście przypominają igły sosnowe. Kwitnie na żółto w październiku. Gałązki zbierane są od lata do wczesnej jesieni.
Liście i łodygi, które po dojrzeniu i ususzeniu tnie się na drobne kawałki, następnie poddawane są fermentacji i suszeniu lub tylko suszeniu. Niefermentowany susz zachowuje zielony kolor i jest sprzedawany jako zielony rooibos, natomiast fermentowany  na skutek utleniania polifenoli zmienia kolor na czerwony i rudawy.
Całkowita produkcja rooibos w 2007 r. wynosiła ponad 14 kt.